# André Buffière
Pierre André Buffière (12. listopadu 1922 Vion – 2. října 2014 Lyon) byl francouzský basketbalista, známý pod přezdívkou Bubu. Měřil 185 cm a hrál na pozici křídla. 
Začínal pod vedením Roberta Busnela v klubu ESSMG Lyon, s nímž získal v roce 1946 francouzský titul. Pak přestoupil do UA Marseille a vyhrál ligu v roce 1948. S klubem ASVEL Basket se stal mistrem Francie 1949, 1950, 1953 a 1955 i vítězem poháru v roce 1953. Končil jako hrající trenér ve Stade Auto Lyon.
V reprezentačním družstvu odehrál 96 mezistátních utkání a dosáhl 364 bodů. Byl členem týmu, který získal stříbrné medaile na Letních olympijských hrách 1948 v Londýně. Účastnil se také olympijských her 1952 v Helsinkách, kde Francouzi obsadili osmé místo. Pětkrát startoval na mistrovství Evropy v basketbale mužů; v roce 1946 byl s francouzským týmem čtvrtý, v roce 1949 druhý, v letech 1951 a 1953 třetí a v roce 1955 devátý. Hrál v mužstvu, které na mistrovství světa v basketbalu mužů 1954 skončilo na čtvrtém místě. Hráčskou kariéru ukončil v roce 1957.
Byl úspěšný také jako trenér. V letech 1957 až 1964 vedl francouzskou reprezentaci a získal s ní bronzovou medaili na mistrovství Evropy v basketbale mužů 1959. Limoges CSP pod jeho vedením vyhrálo Koračův pohár v letech 1982 a 1983 a v roce 1983 získalo domácí double. Byl mu udělen Řád čestné legie a ocenění Gloire du sport, v roce 2004 byl uveden do Síně slávy francouzského basketbalu. 